# Альпін (команда Формули-1)
Alpine (англ. Alpine F1 Team) — французька команда з автоперегонів Формули-1, створена на базі команди Рено. Команда створюється для просування спортивних автомобілів Альпін. База команди розташована в Енстоуні, Велика Британія.

## Історія

### Походження команди
Команда має довгу історію, вперше виступаючи у Формулі-1 в 1981 році як Toleman, коли команда базувалася в Вітні, Англія. У 1986 році, після придбання компанією Benetton Group, вона була перейменована  у Benetton. Як Benetton, вона виграла чемпіонат конструкторів 1995 року, а Міхаель Шумахер ставав чемпіоном з командою у 1994 та 1995 роках. Перед сезоном 1992 року команда переїхала на свою теперішню базу в Енстоуні, Велика Британія. До сезону 2000 року Renault купила команду (вперше), а до сезону 2002 року її назву було змінено на Renault F1 Team. Renault виграла чемпіонат конструкторів у 2005 і 2006 роках, а її пілот Фернандо Алонсо виграв чемпіонат серед гонщиків у ті ж два роки. У 2011 році компанія Lotus Cars стала спонсором, і назва команди змінилася на Lotus Renault GP, хоча в цьому сезоні вона все ще виступала як Renault. До 2012 року Genii Capital отримала мажоритарну частку в команді, а з 2012 по 2015 рік команда називалася Lotus F1 Team, на честь її партнера по бренду. Наприкінці 2015 року Renault вдруге викупила команду, перейменувавши її на Renault Sport Formula One Team. З 2016 року команда знову брала участь у гонках як «Рено» і продовжувала виступати в такому вигляді до кінця сезону 2020 року. При обговоренні історії організації в цілому, а не окремих конструкторів, якими вона керувала, зазвичай використовується розмовна фраза «Команда Енстоун». Команда працює на об'єкті площею 17 тис. квадратних метрів, що розташований на ділянці площею 17 акрів в Енстоуні.

### Попередня участь Alpine в Формулі-1
Участь виробника спортивних автомобілів Automobiles Alpine у Формулі-1 можна простежити до 1968 року, коли був побудований болід Формули-1 Alpine A350, оснащений двигуном Gordini V8. Однак після початкових тестів з Мауро Бьянкі в Зандворті проект був зупинений, коли було виявлено, що двигун видає близько 300 кінських сил (220 кВт) порівняно з 400 к.с. двигунів Cosworth V8. У 1975 році компанія випустила прототип Alpine A500 для того, щоб випробувати 1,5-літровий турбодвигун V6 для заводської команди Renault, який зрештою дебютував у 1977 році.
У вересні 2020 року Groupe Renault оголосила про свій намір використовувати «Alpine» в якості нової назви своєї команди для просування бренду Alpine. Команда була перейменована в «Alpine F1 Team», після п'яти років використання назви «Renault F1 Team».

## Історія виступів в Формулі-1

### 2021
Команда Alpine F1 підписала контракт з дворазовим чемпіоном світу Фернандо Алонсо, щоб замінити Данієля Ріккардо, який перейшов в McLaren, Естебана Окона залишили з команди Renault 2020 року. В болідах Alpine використовуються двигуни Renault. Керівник команди Renault Сіріль Абітбуль оголосив, що покине її. Абітбуля замінив Давіде Брівіо, який раніше працював з командою Suzuki в MotoGP.
Перша гонка Alpine закінчилася тим, що Алонсо був змушений зійти через уламки, які спричинили перегрів його автомобіля. В болід Окона врізався пілот Aston Martin Себастьян Феттель. Незважаючи на невтішний старт, Alpine змогла здобути очки у наступних п’ятнадцяти гонках, включаючи перемогу Окона на Гран-прі Угорщини 2021 року. Це була перша перемога французького гонщика за кермом французького автомобіля з французьким двигуном після тріумфу Алена Проста на Гран-прі Австрії 1983 року за кермом боліду Renault. Алонсо також завоював подіум на Гран-прі Катару після того, як кваліфікувався п'ятим, але стартував третім завдяки Ферстаппену і Боттасу, які отримали штрафи.

### 2022
13 січня 2022 року Марцін Будковський залишив посаду виконавчого директора команди Alpine F1. Чотириразовий чемпіон світу Ален Прост також залишив посаду невиконавчого директора в рамках реструктуризації команди. У лютому 2022 року BWT було оголошено титульним спонсором команди. У тому ж місяці новим керівником команди був оголошений Отмар Сафнауер, який раніше входив у команду Aston Martin F1. Колишній заступник генерального секретаря з питань спорту FIA Бруно Фамін був прийнятий на посаду виконавчого директора Alpine у Вірі-Шатійон, підрозділу команди, що відповідає за розробку силового агрегату. Раніше Фамін також привів Peugeot до трьох послідовних перемог у ралі Дакар на посаді керівника спортивного підрозділу з 2016 по 2018 рік і тріумфував в перегонах 24 години Ле-Мана у 2009 році як технічний керівник програми перегонів на витривалість команди Peugeot.

## Результати виступів в Формулі-1
| Приклад                  | Опис                                                              |
| ------------------------ | ----------------------------------------------------------------- |
| 1                        | Переможець                                                        |
| 2                        | Друге місце                                                       |
| 3                        | Третє місце                                                       |
| 5                        | Фінішував у очковій зоні                                          |
| 12                       | Фінішував поза очковою зоною                                      |
| НКЛ                      | Фінішував, але не класифікований                                  |
| Схід                     | Не фінішував і не класифікований                                  |
| НКВ                      | Не кваліфікований                                                 |
| НПКВ                     | Не передкваліфікований                                            |
| ДСК                      | Дискваліфікований                                                 |
| тест                     | Тестер по п'ятницях                                               |
| НС                       | Брав участь у Гран-прі як бойовий пілот, але не стартував у гонці |
| Т                        | Травмований чи хворий                                             |
| Викл                     | Виключений із протоколу                                           |
| Від                      | Відмова від участі                                                |
| НТР                      | Не брав участі в тренуваннях                                      |
| НПР                      | Не прибув на Гран-прі                                             |
| С                        | Гонка скасована                                                   |
|                          | Не брав участі                                                    |
| Жирний шрифт             | Поул-позиція                                                      |
| Курсив                   | Найшвидше коло                                                    |
| Числоу верхньому індексі | Позиція в спринті, що передбачає нарахування очок                 |

| Рік      | Шасі | Двигун                       | Шини | Пілот           | 1    | 2    | 3   | 4    | 5   | 6    | 7   | 8    | 9    | 10   | 11   | 12  | 13   | 14   | 15   | 16   | 17   | 18   | 19  | 20  | 21  | 22   | 23   | 24  | Очки | Місце |
| -------- | ---- | ---------------------------- | ---- | --------------- | ---- | ---- | --- | ---- | --- | ---- | --- | ---- | ---- | ---- | ---- | --- | ---- | ---- | ---- | ---- | ---- | ---- | --- | --- | --- | ---- | ---- | --- | ---- | ----- |
| 2021     | A521 | Renault E-Tech 20B 1.6 V6 t  | P    |                 | БАХ  | ЕМІ  | ПОР | ІСП  | МОН | АЗЕ  | ФРА | ШТИ  | АВТ  | ВЕЛ  | УГО  | БЕЛ | НІД  | ІТА  | РОС  | ТУР  | США  | МЕХ  | САП | КАТ | САУ | АБУ  |      |     | 155  | 5     |
| 2021     | A521 | Renault E-Tech 20B 1.6 V6 t  | P    | Фернандо Алонсо | Схід | 10   | 8   | 17   | 13  | 6    | 8   | 9    | 10   | 7    | 4    | 11  | 6    | 8    | 6    | 16   | Схід | 9    | 9   | 3   | 13  | 8    |      |     | 155  | 5     |
| 2021     | A521 | Renault E-Tech 20B 1.6 V6 t  | P    | Естебан Окон    | 13   | 9    | 7   | 9    | 9   | Схід | 14  | 14   | Схід | 9    | 1    | 7‡  | 9    | 10   | 14   | 10   | Схід | 13   | 8   | 5   | 4   | 9    |      |     | 155  | 5     |
| 2022     | A522 | Renault E-Tech RE22 1.6 V6 t | P    |                 | БАХ  | САУ  | АВС | ЕМІ  | МАЯ | ІСП  | МОН | АЗЕ  | КАН  | ВЕЛ  | АВТ  | ФРА | УГО  | БЕЛ  | НІД  | ІТА  | СІН  | ЯПО  | США | МЕХ | САП | АБУ  |      |     | 173  | 4     |
| 2022     | A522 | Renault E-Tech RE22 1.6 V6 t | P    | Фернандо Алонсо | 9    | Схід | 17  | Схід | 11  | 9    | 7   | 7    | 9    | 5    | 10   | 6   | 8    | 5    | 6    | Схід | Схід | 7    | 7   | 19  | 5   | Схід |      |     | 173  | 4     |
| 2022     | A522 | Renault E-Tech RE22 1.6 V6 t | P    | Естебан Окон    | 7    | 6    | 7   | 14   | 8   | 7    | 12  | 10   | 6    | Схід | 56   | 8   | 9    | 7    | 9    | 11   | Схід | 4    | 11  | 8   | 8   | 7    |      |     | 173  | 4     |
| 2023     | A523 | Renault E-Tech RE23 1.6 V6 t | P    |                 | БАХ  | САУ  | АВС | АЗЕ  | МАЯ | МОН  | ІСП | КАН  | АВТ  | ВЕЛ  | УГО  | БЕЛ | НІД  | ІТА  | СІН  | ЯПО  | КАТ  | США  | МЕХ | САП | ЛВГ | АБУ  |      |     | 120  | 6     |
| 2023     | A523 | Renault E-Tech RE23 1.6 V6 t | P    | П'єр Гаслі      | 9    | 9    | 13† | 14   | 8   | 7    | 10  | 12   | 10   | 18†  | Схід | 113 | 3    | 16   | 6    | 10   | 12   | 67   | 11  | 7   | 11  | 13   |      |     | 120  | 6     |
| 2023     | A523 | Renault E-Tech RE23 1.6 V6 t | P    | Естебан Окон    | Схід | 8    | 14† | 15   | 9   | 3    | 8   | 8    | 147  | Схід | Схід | 8   | 10   | Схід | Схід | 9    | 7    | Схід | 10  | 10  | 4   | 12   |      |     | 120  | 6     |
| 2024     | A524 | Renault E-Tech RE24 1.6 V6 t | P    |                 | БАХ  | САУ  | АВС | ЯПО  | КИТ | МАЯ  | ЕМІ | МОН  | КАН  | ІСП  | АВТ  | ВЕЛ | УГО  | БЕЛ  | НІД  | ІТА  | АЗЕ  | СІН  | США | МЕХ | САП | ЛВГ  | КАТ  | АБУ | 20*  | 10*   |
| 2024     | A524 | Renault E-Tech RE24 1.6 V6 t | P    | П'єр Гаслі      | 18   | Схід | 13  | 16   | 13  | 12   | 16  | 10   | 9    | 9    | 10   | НС  | Схід | 13   | 9    | 15   | 12   | 17   | 12  | 10  | 37  | Схід | 5    | 7   | 20*  | 10*   |
| 2024     | A524 | Renault E-Tech RE24 1.6 V6 t | P    | Естебан Окон    | 17   | 13   | 16  | 15   | 11  | 10   | 14  | Схід | 10   | 10   | 12   | 16  | 18   | 9    | 15   | 14   | 15   | 13   | 18  | 13  | 2   | 17   | Схід |     | 20*  | 10*   |
| 2024     | A524 | Renault E-Tech RE24 1.6 V6 t | P    | Джек Дуен       |      |      |     |      |     |      |     |      |      |      |      |     |      |      |      |      |      |      |     |     |     |      | 15   |     | 20*  | 10*   |
| Джерело: |      |                              |      |                 |      |      |     |      |     |      |     |      |      |      |      |     |      |      |      |      |      |      |     |     |     |      |      |     |      |       |

Примітки
- * – Сезон триває.
- ‡ – Зараховано половину очок через те, що перегони склали менше 75 % запланованої дистанції.